# Weinzierl am Walde
Weinzierl am Walde – gmina w Austrii, w kraju związkowym Dolna Austria, w powiecie Krems-Land. Według Austriackiego Urzędu Statystycznego liczyła 1 269 mieszkańców (1 stycznia 2014).